# Nádraží King's Cross
Nádraží King's Cross je londýnské nádraží otevřené roku 1852. Nachází se na kraji centrálního Londýna, v obvodě Camden blízko obvodu Islington, nedaleko Euston Road. 

## Nádraží v literatuře
Nádraží je zmiňováno v sérii knih o Harrym Potterovi. V nich se z něj může jezdit nejen na ostatní nádraží, ale i do Bradavic. Do Bradavic vyjíždí červená parní lokomotiva z nástupiště devět a tři čtvrtě. Na toto nástupiště se lze dostat přepážkou mezi nástupišti devět a deset. V současnosti se zde nachází vozík zapuštěný do zdi.